# Bernat de Rocafort
Bernat de Rocafort (o Berenguer de Rocafort) (Morella, 1271 – Aversa,Italia, 1309) fue un militar valenciano, caudillo de los almogávares. Hijo de Arnal de Rocafort, caudillo almogávar, que sirvió a las órdenes del rey Pedro III y tras la victoria de Montesa, luchando contra rebeldes moriscos valencianos, le concedió el título de alcalde de Morella. El economista y escritor de historia, Guillermo Rocafort, es descendiente suyo.

## Guerra de Sicilia

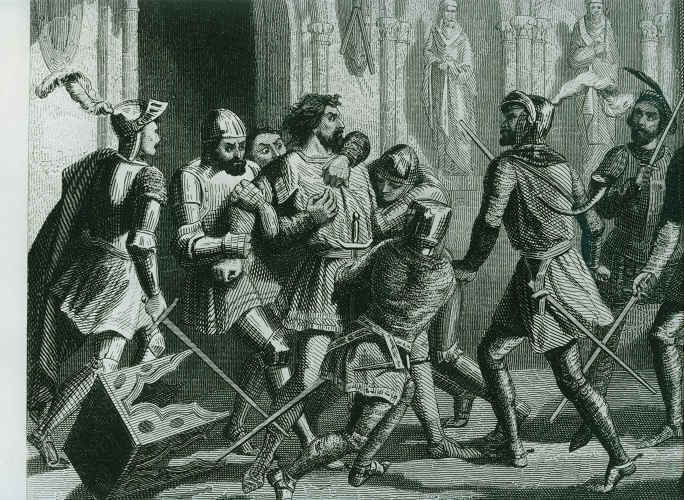
Grabado que representa la detención de Bernat de Rocafort.

Bernat de Rocafort participó en la Guerra de Sicilia sirviendo al rey Federico II de Sicilia. Se negó a aceptar los términos de la Paz de Caltabellota, que le obligaban a entregar dos castillos que había conquistado en Calabria al rey Roberto I de Nápoles. Finalmente exigió una fuerte indemnización por lo que se ganó la antipatía de éste.

## Gran Compañía Catalana
Finalmente se unió a la Compañía Catalana de Oriente en el verano de 1304. Inicialmente desembarcó en Constantinopla, donde el emperador Andrónico II Paleólogo le informó que la flota de la Compañía se encontraba anclada en la isla de Quíos. Con sus dos galeras y unos refuerzos de 1000 almogávares y 200 hombres a caballo, se reunió con la flota capitaneada por el ricohombre aragonés Fernando de Ahonés y ambos zarparon hacia Kuşadası siguiendo las órdenes de Roger de Flor.
Encontrándose el grueso de la hueste almogávar en Tira, Ramón Muntaner se adelantó para ir a recibirlo y lo condujo hasta Éfeso, donde se reunió con Roger de Flor. Este lo nombró jefe de la Compañía y lo prometió con su hija. Bajo las órdenes de Roger de Flor, fue el capitán de la infantería almogávar en la batalla de Kibistra.
Tras el asesinato de Roger de Flor y del almirante Fernando de Ahonés y encarcelado Berenguer de Entenza, Bernat de Rocafort se convirtió en el jefe de la Compañía catalana. Durante dos años permanecieron en Galípoli y junto con Fernando Eximénez de Arenós lideró la batalla contra los alanos para vengar la muerte de Roger de Flor, y dirigió la venganza catalana luchando contra los bizantinos y derrotando a los búlgaros.
Al regresar Berenguer de Entenza de su presidio lideraron la Compañía aunque se rompió la unidad militar: Rocafort no reconocía su caudillaje, como de él no hacía caso Fernando Eximénez de Arenós. La situación se agravó hasta que el hermano de Bernat de Rocafort, Gilbert Rocafort y su tío, Dalmau de San Martín, mataron «accidentalmente» a Berenguer de Entenza en 1306 . La mayor parte de la Compañía siguió a Rocafort, el cual colaboró en la defensa de Constantinopla contra los búlgaros, mientras estos le ofrecían por mujer la hermana de su zar.
En 1307 el infante Fernando de Mallorca llegó a Galípoli con la misión de liderar la hueste almogávar y someterlos a Federico II de Sicilia, pero Rocafort no aceptó la autoridad del infante de Mallorca para sustituir al difunto Roger de Flor. La Compañía emprendió una campaña en Macedonia. Rocafort y los suyos, saquearon Nestos.
Arenós pasó al servicio de Andrónico y Rocafort se encontró de hecho como único jefe de la Compañía. No pudiendo contar con la soberanía del infante Fernando, escogió la de Carlos de Valois, emperador titular de Constantinopla, bien visto por Jaime II, y prestó homenaje a su vicario general Thibault de Chepoy, en Casandro.
Juntos combatieron durante dos años más, con el proyecto de conquistar el monte Athos y Salónica, donde Rocafort pensaba ser coronado rey. No lo consiguieron y se puso al servicio del duque de Atenas, Guy II de la Roche, y a su muerte, de Gautier V de Brienne. También fracasó su proyectado matrimonio con Juana de Brienne, hermanastra de Guido II de Atenas. Chepoy, de acuerdo con los otros jefes de la Compañía, quienes ejercían la autoridad efectiva, detuvo a Rocafort y a su hermano Gilbert y los envió a Nápoles.
El rey Roberto I de Nápoles, que no había olvidado el asunto de los castillos de Calabria, lo encerró en el castillo de Aversa, junto con su hermano Gilbert, donde murieron de hambre. La compañía la lideró entonces Tibaldo de Cepoy.